# Дневник новогрудского подсудка Фёдора Евлашевского
Дневник новогрудского подсудка Фёдора Евлашевского или Дневник Фёдора Евлашевского (бел. Дзённік Фёдара Еўлашоўскага) — мемуары помощника судьи Фёдора Евлашо́вского, написанные в 1603-1604 годах на западнорусском письменном языке (с многочисленными полонизмами).

## Описание
Автором мемуаров представлена картина общественно-политической жизни Великого княжества Литовского второй половины XVI века и первых лет XVII века. Описываются отдельные сражения Ливонской войны, прием иностранных послов королями Речи Посполитой, заключение Люблинской унии, избрание королей, восстание Наливайко, отношения с Русским царством, религиозные противоречия и т. д.
Рукопись является первым в западнорусской традиции примером описания душевного состояния автора. Так, передаётся эмоциональное напряжение, вызванное жестоким убийством его сына Яна, о котором ему сообщили в ходе судебного разбирательства:

«А ям не толко не слал никого, але ани ведял о ничмем еханю и о свете: жив лим был або не»

Также источник содержит ценные сведения о жизни простых людей Великого княжества Литовского, позволяя взглянуть изнутри на социальные и религиозные конфликты тех времён.
Рукопись впервые была опубликована историком Владимиром Антоновичем в 1886 году. Хранится в Главном архиве древних актов в Варшаве.